# Franz Stangl
Franz Stangl (Altmünster, Felső-Ausztria, 1908. március 26. – Düsseldorf, 1971. június 28.) a sobibóri és a treblinkai megsemmisítő tábor parancsnoka. 1931-től rendőrségi szolgálatban állt. 1936-ban belépett az Ausztriában betiltott Nemzetiszocialista Német Munkáspártba. 1939-ben Linzbe került, ahol a Gestapo tagja lett. 1941-ben Hartheimbe majd Bernburgba helyezték, ahol az „eutanázia”-program keretében főképp beteg és nem munkaképes embereket, zsidókat illetve koncentrációs táborok foglyait (például katolikus és evangélikus papokat) gázosítottak el. 1942-ben előbb a sobibóri, majd a treblinkai megsemmisítő tábor parancsnoka lett. 1943-ban Észak-Olaszországba helyezték, ahol egységével a zsidók deportálásában és a partizánok elleni harcban vett részt. 1945-ben amerikai fogságba került. 1947-ben átadták az osztrák hatóságoknak, akik hartheimi múltja miatt vizsgálati fogságba helyezték. Innen azonban 1948-ban megszökött és Rómába ment. Alois Hudal püspök segítségével megkapta a Nemzetközi Vöröskereszt útlevelét, amivel 1948-ban Szíriába ment. 1949-ben családja is követte. 1951-ben Brazíliába költözött. 1967-ben Simon Wiesenthalnak köszönhetően Nyugat-Németország kérésére a brazil hatóságok kiadták Stanglt, akit 1970. december 22-én az ún. harmadik Treblinka-perben életfogytig tartó börtönre ítélték. 1971. június 28-án a börtönben halt meg.